# Halte Bovenkerk
Station Bovenkerk is een voormalige spoorweghalte in Bovenkerk bij Amstelveen. De halte bevond zich op een splitsing van de voormalige Haarlemmermeerspoorlijnen. De spoorlijnen splitsen zich bij Station Amstelveen in twee enkelsporige lijnen die ten zuiden van Bovenkerk vertakten in de lijn Amsterdam – Aalsmeer en de lijn Bovenkerk – Uithoorn.
Bij de halte staat een woonhuis (nr. 31) van het type HESM-baanwachterswoning, dat nog bestaat en in gebruik is als woning. Op de gevel staat in een tegeltableau de naam Bovenkerk. Het gebouw aan de Noorddammerlaan dateert uit 1913 en is nu gemeentelijk monument.
In 1950 werd de halte voor reizigersvervoer gesloten. Het baanvak Bovenkerk – Aalsmeer Oost werd opgebroken; het gedeelte tussen Amsterdam en Uithoorn bleef tot 28 mei 1972 voor goederenvervoer in gebruik. In 1987 werd het gedeelte ten zuiden van Bovenkerk ook opgebroken.
Het gedeelte tussen het Amsterdamse Haarlemmermeerstation en de halte Bovenkerk kwam in vijf fasen in gebruik bij de Electrische Museumtramlijn Amsterdam. Sinds 25 april 1997 rijdt de museumtram door tot Bovenkerk.
Ten behoeve van de museumtram is ten zuiden van de Noorddammerlaan een wisselplaats en een keerdriehoek aangelegd, gelegen op de oude taluds ten zuiden van de splitsing met een krappe verbindingsboog. Hier bevindt zich ook nog een dubbele spoorwegwachterswoning (nr. 37), die nog steeds bestaat en in gebruik is als woning.